# 쿠람부
쿠람부(타밀어: குழம்பு)는 타밀족 전통 요리이다. 인도의 타밀나두주와 스리랑카 북부에서 즐겨 먹으며, 타마린드로 낸 맛국물에 고기, 채소, 달 등을 넣어 만든다.

## 같이 보기
- 라삼
- 삼바르